# Йохан Фердинанд Ернст фон Вартенберг
Йохан Фердинанд Ернст фон Вартенберг (на немски: Johann Ferdinand Ernst Graf von Wartenberg; * 20 май 1630; † 1 септември 1675, Пасау) от фамилията Вителсбахи, е граф на Вартенберг.

## Живот
Той е най-големият син на граф Ернст Бено фон Вартенберг (1604 – 1666) и съпругата му графиня Евфросина Сибила фон Хоенцолерн-Зигмаринген (1607 – 1636), вдовица на граф Георг Вилхелм фон Хелфенщайн (1605 – 1627), дъщеря на граф и княз Йохан фон Хоенцолерн-Зигмаринген (1578 – 1638) и графиня Йохана фон Хоенцолерн-Хехинген (1581 – 1634). Внук е на принц Фердинанд Баварски (1550 – 1608) от морганатичния брак с Мария Петембек (1574 – 1619). Правнук е на херцог Албрехт V Баварски (1528 – 1579) и ерцхерцогиня Анна Австрийска (1528 – 1590), дъщеря на император Фердинанд I. Племенник е на Франц Вилхелм (1593 – 1661), кардинал, значим княжески епископ на Оснабрюк (1625 – 1661) и Регенсбург (1649 – 1661) и епископствата Ферден (1630 – 1631) и Минден (1631 – 1648). По-голям брат е на Алберт Ернст фон Вартенберг (* 22 юли 1636; † 9 октомври 1715, Регенсбург), вай-епископ на Регенсбург (1687 – 1715) и историк.
Йохан Фердинанд Ернст се жени през 1671 г. в Пасау за графиня Мария Анна Елизабет фон Залм-Нойбург († 2 февруари 1698, Тюслинг), дъщеря на граф Карл фон Залм-Нойбург (1604 – 1662) и графиня Елизабет Бернхардина фон Тюбинген (1624 – 1666).
Той умира на 45 години на 1 септември 1675 г. в Пасау. Линията фон Вартенберг, наричана „Фердинандска линия“, свършва по мъжка линия през 1736 г.

## Деца
Йохан Фердинанд Ернст и Мария Анна Елизабет фон Залм-Нойбург имат един син:
- Фердинанд Марквард Йозеф Антон фон Вартенберг (* 25 май 1673, Регенсбург; † 4 април 1730, Валд при Тюслинг), 1695 – Рицар на Хабсбургския Орден на Златното руно, женен 1702 г. в Мюнхен за маркиза Мари Жане Баптисте де Мелун (* 1684; † 1 ноември 1754, Пфафщат); родители на:
  - Мария Ернестина фон Вартенберг (* 25 март 1709, Мюнхен; † 27 октомври 1763, Мюнхен), омъжена на 26 фрвруари 1731 г. в Алтьотинг за граф Йозеф Франц фон Хасланг (* 20 октомври 1700, Мюнхен; † 28 май 1783, Лондон)
  - Максимилиан Емануел фон Вартенберг (* 22 февруари 1718; † 3 август 1736, Еттал на 18 години)